# Synanthedon chalybea
Synanthedon chalybea is een vlinder uit de familie wespvlinders (Sesiidae), onderfamilie Sesiinae.
Synanthedon chalybea is voor het eerst wetenschappelijk beschreven door Walker in 1862. De soort komt voor in het Oriëntaals gebied.